# Mistrzostwa Polski Kobiet w rugby 7 2014/15
Mistrzostwa Polski Kobiet w rugby siedmioosobowym 2014/15 – trzynasty sezon rozgrywek o najcenniejsze trofeum klubowego rugby w Polsce, rozgrywany według regulaminu zatwierdzonego przez Polski Związek Rugby 5 września 2014 r. W mistrzostwach wzięło udział 12 zespołów, najwięcej w dotychczasowej historii. Turniej finałowy rozegrano 27 czerwca 2015 r. w Warszawie, a mistrzyniami zostały po raz piąty z rzędu zawodniczki zespołu Biało-Zielone Ladies Gdańsk. .

## System rozgrywek
Rozgrywki o Mistrzostwo Polski kobiet odbywają się w postaci turniejów, w których udział bierze co najmniej 6 zespołów. Punkty w tabeli ligowej są przyznawane na podstawie miejsca zajętego w turnieju: za zwycięstwo 12, za 2. miejsce 10, za 3. miejsce 8 itd. W turnieju finałowym uzyskuje się po 2 punkty więcej. W sezonie 2014/15 zaplanowano siedem turniejów (Poznań, Łódź, Wrocław, Olsztyn, Pruszcz Gdański, Ruda Śląska i finał w Warszawie). 

## Tabela rozgrywek
| Miejsce | Zespół                      | PKT | wyniki               |
|         | Biało-Zielone Ladies Gdańsk | 80  | 12+12+10+12+12+8+14  |
|         | Black Roses Posnania Poznań | 76  | 10+10+12+10+10+12+12 |
|         | Diablice Ruda Śląska        | 56  | 8+7+8+6+8+10+9       |
| 4.      | Legia Warszawa              | 51  | 7+6+7+8+7+6+10       |
| 5.      | Tygrysice Sochaczew         | 48  | 6+8+6+7+6+7+8        |
| 6.      | AZS AWF Syrenki Warszawa    | 32  | 5+5+5+5+4+3+5        |
| 7.      | Atomówki Łódź               | 26  | 4+4+2+0+5+5+6        |
| 8.      | Warsaw Ladies Frogs         | 19  | 3+2+4+3+0+4+3        |
| 9.      | Juvenia Kraków              | 16  | 0+3+0+4+0+2+7        |
| 10.     | Rugby Lakers Olsztyn        | 12  | 0,5+0,5+3+2+2+0+4    |
| 11.     | Czarne Pruszcz Gdański      | 6   | 2+1+0+0+3+0+0        |
| 12.     | Błyskawice Wrocław          | 2   | 1+0+1+0+0+0+0        |

Stan z 27 czerwca 2015 po 7. turnieju z 7 zaplanowanych, źródło: Polski Związek Rugby

## Poznań 20 IX 2014
Pierwszy turniej o Mistrzostwo Polski kobiet w rugby 7 w sezonie 2014/15 rozrgrano w Poznaniu pod nazwą INTER-MARK CUP. Wystartowało 12 zespołów, z czego nieobecne zawodniczki Juvenii Kraków zastąpił zespół Barbarians (jego wynik nie został wliczony do tabeli mistrzostw). W finale aktualne mistrzynie Polski pokonały zespół z Poznania.

### Eliminacje
Grupa A
| 20 września 2014 | Ladies Frogs | 10:5 | Błyskawice Wrocław | Poznań |
| 20 września 2014 |              | 10:5 |                    | Poznań |

| 20 września 2014 | Ladies Gdańsk | 47:0 | Ladies Frogs | Poznań |
| 20 września 2014 |               | 47:0 |              | Poznań |

| 20 września 2014 | Błyskawice Wrocław | 0:40 | Ladies Gdańsk | Poznań |
| 20 września 2014 |                    | 0:40 |               | Poznań |

Grupa B
| 20 września 2014 | Atomówki Łódź | 19:0 | Czarne Pruszcz Gdański | Poznań |
| 20 września 2014 |               | 19:0 |                        | Poznań |

| 20 września 2014 | Diablice Ruda Śląska | 31:0 | Atomówki Łódź | Poznań |
| 20 września 2014 |                      | 31:0 |               | Poznań |

| 20 września 2014 | Czarne Pruszcz Gdański | 0:38 | Diablice Ruda Śląska | Poznań |
| 20 września 2014 |                        | 0:38 |                      | Poznań |

Grupa C
| 20 września 2014 | Legia Warszawa | 40:0 | Lakers Olsztyn | Poznań |
| 20 września 2014 |                | 40:0 |                | Poznań |

| 20 września 2014 | Lakers Olsztyn | 0:45 | Black Roses Posnania | Poznań |
| 20 września 2014 |                | 0:45 |                      | Poznań |

| 20 września 2014 | Black Roses Posnania | 19:0 | Legia Warszawa | Poznań |
| 20 września 2014 |                      | 19:0 |                | Poznań |

Grupa D
| 20 września 2014 | Syrenki Warszawa | 40:0 | Barbarians | Poznań |
| 20 września 2014 |                  | 40:0 |            | Poznań |

| 20 września 2014 | Tygrysice Sochaczew | 0:45 | Syrenki Warszawa | Poznań |
| 20 września 2014 |                     | 0:45 |                  | Poznań |

| 20 września 2014 | Barbarians | 19:0 | Tygrysice Sochaczew | Poznań |
| 20 września 2014 |            | 19:0 |                     | Poznań |

### Runda finałowa
Bowl
Półfinały
| 20 września 2014 | Czarne Pruszcz Gdański | 32:5 | Rugby Lakers Olsztyn | Poznań |
| 20 września 2014 |                        | 32:5 |                      | Poznań |

| 20 września 2014 | Błyskawice Wrocław | 5:14 | Barbarians | Poznań |
| 20 września 2014 |                    | 5:14 |            | Poznań |

Mecz o 11. miejsce
| 20 września 2014 | Rugby Lakers Olsztyn | 5:24 | Barbarians | Poznań |
| 20 września 2014 |                      | 5:24 |            | Poznań |

Mecz o 9. miejsce
| 20 września 2014 | Czarne Pruszcz Gdański | 12:7 | Błyskawice Wrocław | Poznań |
| 20 września 2014 |                        | 12:7 |                    | Poznań |

Plate
Półfinały
| 20 września 2014 | Atomówki Łódź | 14:24 | Legia Warszawa | Poznań |
| 20 września 2014 |               | 14:24 |                | Poznań |

| 20 września 2014 | Ladies Frogs | 0:24 | AZS AWF Syrenki Warszawa | Poznań |
| 20 września 2014 |              | 0:24 |                          | Poznań |

Mecz o 7. miejsce
| 20 września 2014 | Atomówki Łódź | 26:5 | Ladies Frogs | Poznań |
| 20 września 2014 |               | 26:5 |              | Poznań |

Mecz o 5. miejsce
| 20 września 2014 | Legia Warszawa | 17:5 | AZS AWF Syrenki Warszawa | Poznań |
| 20 września 2014 |                | 17:5 |                          | Poznań |

Cup
Półfinały
| 20 września 2014 | Diablice Ruda Śląska | 0:26 | Black Roses Posnania | Poznań |
| 20 września 2014 |                      | 0:26 |                      | Poznań |

| 20 września 2014 | Ladies Gdańsk | 26:7 | Tygrysice Sochaczew | Poznań |
| 20 września 2014 |               | 26:7 |                     | Poznań |

Mecz o 3. miejsce
| 20 września 2014 | Diablice Ruda Śląska | 10:14 | Tygrysice Sochaczew | Poznań |
| 20 września 2014 |                      | 10:14 |                     | Poznań |

Finał
| 20 września 2014 | Ladies Gdańsk | 12:0 | Black Roses Posnania | Poznań |
| 20 września 2014 |               | 12:0 |                      | Poznań |

### Klasyfikacja
| Miejsce | Drużyna                       | Punkty |
| ------- | ----------------------------- | ------ |
| 1.      | Biało-Zielone Ladies Gdańsk   | 12     |
| 2.      | Black Roses Posnania Poznań   | 10     |
| 3.      | Tygrysice Orkan Sochaczew     | 8      |
| 4.      | Diablice Igloo Ruda Śląska    | 7      |
| 5.      | Rugby Club Legia Warszawa     | 6      |
| 6.      | Syrenki AZS AWF Haka Warszawa | 5      |
| 7.      | Delia Atomówki Łódź           | 4      |
| 8.      | Ladies Frogs Warszawa         | 3      |
| 9.      | Czarne Pruszcz Gdański        | 2      |
| 10.     | Błyskawice Wrocław            | 1      |
| 11.     | Rugby Olsztyn Lakers          | 0,5    |
| nk      | Barbarians                    | -      |

## Łódź 4 X 2014
Drugi turniej Mistrzostw Polski odbył się w Łodzi, gdzie wystartowało 12 zespołów. Nieobecne zawodniczki z Wrocławia zastąpił zespół Barbarians (jego wynik nie został wliczony do tabeli mistrzostw). W finale ponownie spotkały się zawodniczki z Gdańska i Poznania.
Grupa A: Juwenia Kraków, Black Roses Poznań, Barbarians

Grupa B: Lakers Olsztyn, Syrenki Warszawa, Diablice Ruda Śląska

Grupa C: Atomówki Łódź, Czarne Pruszcz Gdański, Ladies Gdańsk

Grupa D: Legia Warszawa, Frogs Warszawa, Tygrysice Sochaczew

Eliminacje

Barbarians v Juvenia Kraków 0:15

Lakers Olsztyn v Syrenki Warszawa 0:27

Atomówki Łódź v Czarne Pruszcz Gdański 31:0

Legia Warszawa v Frogs Warszawa 17:5

Black Roses Poznań v Barbarians 64:0

Diablice Ruda Śląska v Lakers Olsztyn 40:0

Ladies Gdańsk v Atomówki Łódź 28:7

Tygrysice Sochaczew v Legia Warszawa 10:17

Juvenia Kraków v Black Roses Poznań 0:36

Syrenki Warszawa  v Diablice Ruda Śląska 7:19

Czarne Pruszcz Gdański v Ladies Gdańsk 0:57

Frogs Warszawa v Tygrysice Sochaczew 0:42

Półfinały

Lakers Olsztyn v Czarne Pruszcz Gdański 5:24

Barbarians v Frogs Warszawa 5:22

Syrenki Warszawa v Atomówki Łódź 12:7

Juvenia Kraków v Tygrysice Sochaczew 14:47

Diablice Ruda Śląska - Ladies Gdańsk 5:12

Black Roses Poznań v Legia Warszawa 36:0

Mecz o XI miejsce

Lakers Olsztyn v Barbarians 30:0 

Mecz o IX miejsce

Czarne Pruszcz Gdański v Frogs Warszawa 10:14

Mecz o VII miejsce

Atomówki Łódź v Juvenia Kraków 47:5

Mecz o V miejsce

Syrenki Warszawa v Tygrysice Sochaczew 10:12

Mecz o III miejsce

Diablice Ruda Śląska v Legia Warszawa 19:7

Mecz o I miejsce

Ladies Gdańsk v Black Roses Poznań 17:5

Klasyfikacja

01. Biało-Zielone Ladies Gdańsk

02. Black Roses Posnania Poznań

03. Diablice Igloo Ruda Śląska

04. Rugby Club Legia Warszawa

05. Tygrysice Orkan Sochaczew

06. Syrenki AZS AWF Haka Warszawa

07. Delia Atomówki Łódź

08. RzKS Juvenia Kraków

09. Ladies Frogs Warszawa

10. Czarne Pruszcz Gdański

11. Rugby Olsztyn Lakers

12. Barbarians

## Wrocław 18 X 2014
Trzeci turniej Mistrzostw Polski odbył się we Wrocławiu. Swoją dominację w sezonie potwierdziły zespoły z Gdańska i Poznania, jednak tym razem zwyciężyły zawodniczki z Wielkopolski. Na turniej nie dotarły zespoły z Pruszcza Gdańskiego i Krakowa zastąpione odpowiednio przez Barbarians i Jura Barbarians (ich wynik nie został wliczony do tabeli mistrzostw).
Grupa A: Atomówki Łódź, Legia Warszawa, Tygrysice Sochaczew

Grupa B: Lakers Olsztyn, Ladies Gdańsk, Barbarians

Grupa C: Syrenki Warszawa, Jura Barbarians, Diablice Ruda Śląska

Grupa D: Błyskawice Wrocław, Frogs Warszawa, Black Roses Poznań

Eliminacje

Atomówki Łódź v Legia Warszawa 7:26

Lakers Olsztyn v Barbarians 20:0

Syrenki Warszawa v Jura Barbarians 5:15

Błyskawice Wrocław v Warsaw Ladies Frogs 0:21

Tygrysice Sochaczew v Atomówki Łódź 40:5

Biało-Zielone Ladies Gdańsk v Lakers Olsztyn 36:0

Diablice Ruda Śląska v Syrenki Warszawa 5:0

Black Roses Poznań v Błyskawice Wrocław 40:0

Legia Warszawa v Tygrysice Sochaczew 15:7

Barbarians v Biało-Zielone Ladies Gdańsk 0:50

Jura Barbarians v Diablice Ruda Śląska 5:10

Warsaw Ladies Frogs v Black Roses Poznań 0:45

Półfinały

Barbarians v Jura Barbarians 0:33

Atomówki Łódź v Błyskawice Wrocław 38:0

Lakers Olsztyn v Syrenki Warszawa 0:26

Tygrysice Sochaczew v Warsaw Ladies Frogs 42:10

Biało-Zielone Ladies Gdańsk v Diablice Ruda Śląska 31:0

Legia Warszawa v Black Roses Poznań 7:24

Mecz o XI miejsce 

Błyskawice v Barbarians 33:0

Mecz o IX miejsce

Atomówki Łódź v Jura Barbarians 33:0

Mecz o VII miejsce 

Lakers Olsztyn v Warsaw Ladies Frogs 0:17

Mecz o V miejsce 

Syrenki Warszawa v Tygrysice Sochaczew 12:26

Mecz o III miejsce 

Diablice Ruda Śląska v Legia Warszawa 12:5

Mecz o I miejsce 

Biało-Zielone Ladies Gdańsk v Black Roses Poznań 7:29

Klasyfikacja

01. Black Roses Posnania Poznań

02. Biało-Zielone Ladies Gdańsk

03. Diablice Rugby Ruda Śląska

04. Legia Warszawa

05. RC Tygrysice Orkan Sochaczew

06. AZS AWF Syrenki Warszawa

07. Warsaw Ladies Frogs

08. Rugby Lakers Olsztyn

09. Delia Atomówki Łódź

10. Błyskawice Rugby Wrocław

11. Jura Barbarians

12. Barbarians

## Olsztyn 11 IV 2015
W pierwszym turnieju Mistrzostw Polski na wiosnę 2015 r. wzięło udział 9 zespołów. Tym razem po eliminacjach nastąpił podział na trzy grupy finałowe po trzy zespoły. Triumfowały po raz trzeci w sezonie zawodniczki z Gdańska.
Grupa A: Frogs Warszawa, Syrenki Warszawa, Ladies Gdańsk

Grupa B: Tygrysice Sochaczew, Juvenia Kraków, Black Roses Poznań

Grupa C: Legia Warszawa, Lakers Olsztyn, Diablice Ruda Śląska

Eliminacje

Warsaw Ladies Frogs v Syrenki Warszawa 0:17

Tygrysice Sochaczew v Juvenia Kraków 38:0

Legia Warszawa v Lakers Olsztyn 26:5

Biało-Zielone Ladies Gdańsk v Warsaw Ladies Frogs 41:0

Black Roses Poznań v Tygrysice Sochaczew 46:0

Diablice Ruda Śląska v Legia Warszawa 7:17

Syrenki Warszawa v Biało-Zielone Ladies Gdańsk 0:24

Juvenia Kraków v Black Roses Poznań 0:12

Lakers Olsztyn v Diablice Ruda Śląska 0:38

Mecze o VII-IX miejsce 

Lakers Olsztyn v Warsaw Ladies Frogs 5:20

Warsaw Ladies Frogs v Juvenia Kraków 14:14

Juvenia Kraków v Lakers Olsztyn 20:0

Mecze o IV-VI miejsce 

Diablice Ruda Śląska v Syrenki Warszawa 24:7

Syrenki Warszawa v Tygrysice Sochaczew 10:21

Tygrysice Sochaczew v Diablice Ruda Śląska 21:12

Mecze o I-III miejsce 

Legia Warszawa v Biało-Zielone Ladies Gdańsk 0:19

Biało-Zielone Ladies Gdańsk v Black Roses Poznań 17:0

Black Roses Poznań v Legia Warszawa 17:0

Klasyfikacja

01. Biało-Zielone Ladies Gdańsk 

02. Black Roses Posnania Poznań

03. Legia Warszawa

04. RC Tygrysice Orkan Sochaczew 

05. Diablice Rugby Ruda Śląska

06. AZS AWF Syrenki Warszawa

07. Juvenia Kraków 

08. Warsaw Ladies Frogs

09. Rugby Lakers Olsztyn

## Pruszcz Gdański 25 IV 2015
W ostatni weekend kwietnia rozegrano Turniej o Puchar Burmistrza Pruszcza Gdańskiego, będący piątym turniejem mistrzostw. Podobnie jak w Olsztynie wystąpiło dziewięć zespołów, zawody rozegrano więc analogicznym systemem. Ponownie dwa pierwsze miejsca zajęły zespoły z Gdańska i Poznania.
Grupa A: Lakers Olsztyn, Tygrysice Sochaczew, Black Roses Poznań

Grupa B: Syrenki Warszawa, Legia Warszawa, Diablice Ruda Śląska

Grupa C: Czarne Pruszcz Gdański, Atomówki Łódź, Ladies Gdańsk

Eliminacje

Lakers Olsztyn v Tygrysice Sochaczew 0:20

Syrenki Warszawa v Legia Warszawa 0:26

Czarne Pruszcz Gdański v Atomówki Łódź 17:19

Black Roses Poznań v Lakers Olsztyn 38:0

Diablice Ruda Śląska v Syrenki Warszawa 12:5

Biało-Zielone Ladies Gdańsk v Czarne Pruszcz Gdański 54:0

Tygrysice Sochaczew v Black Roses Poznań 5:24

Legia Warszawa v Diablice Ruda Śląska 12:14

Atomówki Łódź v Biało-Zielone Ladies Gdańsk 0:50

Mecze o VII-IX miejsce

Lakers Olsztyn v Czarne Pruszcz Gdański 5:12

Lakers Olsztyn v Syrenki Warszawa 0:36

Syrenki Warszawa v Czarne Pruszcz Gdański 31:5

Mecze o IV-VI miejsce

Atomówki Łódź v Tygrysice Sochaczew 5:19

Tygrysice Sochaczew v Legia Warszawa 0:36

Legia Warszawa v Atomówki Łódź 52:0

Mecze o I-III miejsce 

Biało-Zielone Ladies Gdańsk v Black Roses Poznań 28:19

Black Roses Poznań v Diablice Ruda Śląska 17:5

Diablice Ruda Śląska v Biało-Zielone Ladies Gdańsk 0:24

Klasyfikacja

01. Biało-Zielone Ladies Gdańsk 

02. Black Roses Posnania Poznań

03. Diablice Rugby Ruda Śląska

04. Legia Warszawa

05. RC Tygrysice Orkan Sochaczew 

06. Delia Atomówki Łódź

07. AZS AWF Syrenki Warszawa

08. Czarne Pruszcz Gdański 

09. Rugby Lakers Olsztyn

## Ruda Śląska 9 V 2015
Szósty turniej o Mistrzostwo Polski Kobiet rozegrano na południu kraju. Wzięło w nim udział 9 zespołów. Po raz drugi w sezonie wygrały zawodniczki z Poznania, Gdańszczanki zajęły po raz pierwszy najniższe miejsce podium.

### Eliminacje
Grupa A
| 9 maja 2015 | Tygrysice Sochaczew | 41:0 | Juvenia Kraków | Ruda Śląska |
| 9 maja 2015 |                     | 41:0 |                | Ruda Śląska |

| 9 maja 2015 | Biało-Zielone Gdańsk | 22:0 | Tygrysice Sochaczew | Ruda Śląska |
| 9 maja 2015 |                      | 22:0 |                     | Ruda Śląska |

| 9 maja 2015 | Juvenia Kraków | 0:58 | Biało-Zielone Gdańsk | Ruda Śląska |
| 9 maja 2015 |                | 0:58 |                      | Ruda Śląska |

Grupa B
| 9 maja 2015 | Atomówki Łódź | 19:0 | Syrenki Warszawa | Ruda Śląska |
| 9 maja 2015 |               | 19:0 |                  | Ruda Śląska |

| 9 maja 2015 | Diablice Ruda Śląska | 33:0 | Atomówki Łódź | Ruda Śląska |
| 9 maja 2015 |                      | 33:0 |               | Ruda Śląska |

| 9 maja 2015 | Syrenki Warszawa | 12:31 | Diablice Ruda Śląska | Ruda Śląska |
| 9 maja 2015 |                  | 12:31 |                      | Ruda Śląska |

Grupa C
| 9 maja 2015 | Legia Warszawa | 33:0 | Ladies Frogs | Ruda Śląska |
| 9 maja 2015 |                | 33:0 |              | Ruda Śląska |

| 9 maja 2015 | Black Roses Poznań | 19:10 | Legia Warszawa | Ruda Śląska |
| 9 maja 2015 |                    | 19:10 |                | Ruda Śląska |

| 9 maja 2015 | Ladies Frogs | 0:59 | Black Roses Poznań | Ruda Śląska |
| 9 maja 2015 |              | 0:59 |                    | Ruda Śląska |

### Runda finałowa
Bowl
| 9 maja 2015 | Syrenki Warszawa | 17:10 | Juvenia Kraków | Ruda Śląska |
| 9 maja 2015 |                  | 17:10 |                | Ruda Śląska |

| 9 maja 2015 | Juvenia Kraków | 5:19 | Ladies Frogs | Ruda Śląska |
| 9 maja 2015 |                | 5:19 |              | Ruda Śląska |

| 9 maja 2015 | Ladies Frogs | 12:12 | Syrenki Warszawa | Ruda Śląska |
| 9 maja 2015 |              | 12:12 |                  | Ruda Śląska |

Plate
| 9 maja 2015 | Tygrysice Sochaczew | 17:5 | Legia Warszawa | Ruda Śląska |
| 9 maja 2015 |                     | 17:5 |                | Ruda Śląska |

| 9 maja 2015 | Atomówki Łódź | 0:19 | Tygrysice Sochaczew | Ruda Śląska |
| 9 maja 2015 |               | 0:19 |                     | Ruda Śląska |

| 9 maja 2015 | Legia Warszawa | 40:0 | Atomówki Łódź | Ruda Śląska |
| 9 maja 2015 |                | 40:0 |               | Ruda Śląska |

Cup
| 9 maja 2015 | Biało-Zielone Gdańsk | 19:19 | Black Roses Poznań | Ruda Śląska |
| 9 maja 2015 |                      | 19:19 |                    | Ruda Śląska |

| 9 maja 2015 | Diablice Ruda Śląska | 12:7 | Biało-Zielone Gdańsk | Ruda Śląska |
| 9 maja 2015 |                      | 12:7 |                      | Ruda Śląska |

| 9 maja 2015 | Black Roses Poznań | 24:12 | Diablice Ruda Śląska | Ruda Śląska |
| 9 maja 2015 |                    | 24:12 |                      | Ruda Śląska |

### Klasyfikacja
| Miejsce | Drużyna                       | Punkty |
| ------- | ----------------------------- | ------ |
| 1.      | Black Roses Posnania Poznań   | 12     |
| 2.      | Diablice Ruda Śląska          | 10     |
| 3.      | Biało-Zielone Ladies Gdańsk   | 8      |
| 4.      | Tygrysice Orkan Sochaczew     | 7      |
| 5.      | Rugby Club Legia Warszawa     | 6      |
| 6.      | Delia Atomówki Łódź           | 5      |
| 7.      | Ladies Frogs Warszawa         | 4      |
| 8.      | Syrenki AZS AWF Haka Warszawa | 3      |
| 9.      | Juvenia Kraków                | 2      |

## Turniej Finałowy Warszawa 27 VI 2015
Turniej finałowy rozgrywek o Mistrzostwo Polski w rugby 7 kobiet rozegrano pod patronatem PKOl jako „Żoliborz Cup”. Wygrały go zawodniczki z Gdańska, broniąc tytuł Mistrzyń Polski. Do zawodów zgłosiło się dziesięć zespołów. Mimo większej ilości punktów wliczanych do klasyfikacji generalnej za udział w turnieju finałowym, nie nastąpiły żadne przetasowania w tabeli ligowej. 

### Eliminacje
Grupa A
| 27 czerwca 2015 | Black Roses Poznań | 33:0 | Juvenia Kraków | MOSiR Żoliborz |
| 27 czerwca 2015 |                    | 33:0 |                | MOSiR Żoliborz |

| 27 czerwca 2015 | Ladies Frogs Warszawa | 5:31 | Atomówki Łódź | MOSiR Żoliborz |
| 27 czerwca 2015 |                       | 5:31 |               | MOSiR Żoliborz |

| 27 czerwca 2015 | Atomówki Łódź | 15:19 | Juvenia Kraków | MOSiR Żoliborz |
| 27 czerwca 2015 |               | 15:19 |                | MOSiR Żoliborz |

| 27 czerwca 2015 | Black Roses Poznań | 34:0 | Ladies Frogs Warszawa | MOSiR Żoliborz |
| 27 czerwca 2015 |                    | 34:0 |                       | MOSiR Żoliborz |

| 27 czerwca 2015 | Black Roses Poznań | 38:0 | Atomówki Łódź | MOSiR Żoliborz |
| 27 czerwca 2015 |                    | 38:0 |               | MOSiR Żoliborz |

| 27 czerwca 2015 | Ladies Frogs Warszawa | 5:5 | Juvenia Kraków | MOSiR Żoliborz |
| 27 czerwca 2015 |                       | 5:5 |                | MOSiR Żoliborz |

Grupa B
| 27 czerwca 2015 | Tygrysice Sochaczew | 26:0 | Lakers Olsztyn | MOSiR Żoliborz |
| 27 czerwca 2015 |                     | 26:0 |                | MOSiR Żoliborz |

| 27 czerwca 2015 | Biało-Zielone Gdańsk | 26:5 | Tygrysice Sochaczew | MOSiR Żoliborz |
| 27 czerwca 2015 |                      | 26:5 |                     | MOSiR Żoliborz |

| 27 czerwca 2015 | Biało-Zielone Gdańsk | 36:0 | Lakers Olsztyn | MOSiR Żoliborz |
| 27 czerwca 2015 |                      | 36:0 |                | MOSiR Żoliborz |

Grupa C
| 27 czerwca 2015 | Legia Warszawa | 32:0 | Syrenki Azs Warszawa | MOSiR Żoliborz |
| 27 czerwca 2015 |                | 32:0 |                      | MOSiR Żoliborz |

| 27 czerwca 2015 | Diablice Ruda Śląska | 0:0 | Legia Warszawa | MOSiR Żoliborz |
| 27 czerwca 2015 |                      | 0:0 |                | MOSiR Żoliborz |

| 27 czerwca 2015 | Diablice Ruda Śląska | 28:5 | Syrenki Azs Warszawa | MOSiR Żoliborz |
| 27 czerwca 2015 |                      | 28:5 |                      | MOSiR Żoliborz |

### Runda finałowa
Bowl
| 27 czerwca 2015 | Lakers Olsztyn | 20:5 | Ladies Frogs Warszawa | MOSiR Żoliborz |
| 27 czerwca 2015 |                | 20:5 |                       | MOSiR Żoliborz |

| 27 czerwca 2015 | Syrenki AZS Warszawa | 22:0 | Lakers Olsztyn | MOSiR Żoliborz |
| 27 czerwca 2015 |                      | 22:0 |                | MOSiR Żoliborz |

| 27 czerwca 2015 | Syrenki AZS Warszawa | 33:0 | Ladies Frogs Warszawa | MOSiR Żoliborz |
| 27 czerwca 2015 |                      | 33:0 |                       | MOSiR Żoliborz |

Plate
| 27 czerwca 2015 | Juvenia Kraków | 14:12 | Atomówki Łódź | MOSiR Żoliborz |
| 27 czerwca 2015 |                | 14:12 |               | MOSiR Żoliborz |

| 27 czerwca 2015 | Tygrysice Sochaczew | 31:10 | Juvenia Kraków | MOSiR Żoliborz |
| 27 czerwca 2015 |                     | 31:10 |                | MOSiR Żoliborz |

| 27 czerwca 2015 | Tygrysice Sochaczew | 26:7 | Atomówki Łódź | MOSiR Żoliborz |
| 27 czerwca 2015 |                     | 26:7 |               | MOSiR Żoliborz |

Cup
Półfinały
| 27 czerwca 2015 | Biało-Zielone Gdańsk | 14:5 | Legia Warszawa | MOSiR Żoliborz |
| 27 czerwca 2015 |                      | 14:5 |                | MOSiR Żoliborz |

| 27 czerwca 2015 | Diablice Ruda Śląska | 7:21 | Black Roses Poznań | MOSiR Żoliborz |
| 27 czerwca 2015 |                      | 7:21 |                    | MOSiR Żoliborz |

Mecz o 3. miejsce
| 27 czerwca 2015 | Legia Warszawa | 32:0 | Diablice Ruda Śląska | MOSiR Żoliborz |
| 27 czerwca 2015 |                | 32:0 |                      | MOSiR Żoliborz |

Finał
| 27 czerwca 2015 | Biało-Zielone Gdańsk | 12:0 | Black Roses Poznań | MOSiR Żoliborz |
| 27 czerwca 2015 |                      | 12:0 |                    | MOSiR Żoliborz |

### Klasyfikacja
| Miejsce | Drużyna                       | Punkty |
| ------- | ----------------------------- | ------ |
| 1.      | Biało-Zielone Ladies Gdańsk   | 14     |
| 2.      | Black Roses Posnania Poznań   | 12     |
| 3.      | Rugby Club Legia Warszawa     | 10     |
| 4.      | Diablice Igloo Ruda Śląska    | 9      |
| 5.      | Tygrysice Orkan Sochaczew     | 8      |
| 6.      | Juvenia Kraków                | 7      |
| 7.      | Delia Atomówki Łódź           | 6      |
| 8.      | Syrenki AZS AWF Haka Warszawa | 5      |
| 9.      | Rugby Olsztyn Lakers          | 4      |
| 10.     | Ladies Frogs Warszawa         | 3      |